# Голубовац Дивушки
Голубовац Дивушки је насељено мјесто у општини Двор, у Банији, Сисачко-мославачка жупанија, Република Хрватска.

## Историја
Голубовац Дивушки се од распада Југославије до августа 1995. године налазио у Републици Српској Крајини.

## Становништво
Насеље је према попису становништва из 2011. године имало 85 становника.
| Националност       | 1991. | 1981. | 1971. | 1961. |
| Срби               | 23    |       |       |       |
| Југословени        | 1     |       |       |       |
| Хрвати             | 161   |       |       |       |
| остали и непознато | 9     |       |       |       |
| Укупно             | 194   | '     | '     | '     |

| Демографија | Демографија | Демографија |
| Година      | Становника  | Становника  |
| ----------- | ----------- | ----------- |
| 1991.       | 194         |             |
| 2001.       | 104         |             |
| 2011.       |             | 85          |